# Johannes Osten
Johannes Franciskus Osten (Jakarta, 1879. szeptember 24. – Hága, 1956. március 27.) olimpiai bronzérmes holland vívó, altengernagy.
Az 1906. évi nyári olimpiai játékokon, Athénban indult, amit később nem hivatalos olimpiává nyilvánított a Nemzetközi Olimpiai Bizottság. Ezen az olimpián négy vívószámban indult: párbajtőrvívásban, kardvívásban és háromtalálatos kardvívásban helyezés nélkül zárt. Csapat kardvívásban bronzérmes lett.
Klubcsapata a Koninklijke Officiers Schermbond volt. A holland flottánál altengernagy rendfokozatból vonult vissza. A második világháborúban német fogságba esett, de túlélte.